# El Grito del Norte
El Grito del Norte era um jornal bilíngue (inglês e espanhol) com sede em Española, no Novo México, cofundado pela ativista Elizabeth "Betita" Martinez e pela advogada Beverly Axelrod em 1968. Antes disso, Martínez havia trabalhado com questões sociais como o movimento negro e o Comitê de Coordenação de Estudantes Não-Violentos, enquanto Axelrod estava envolvida na primeira produção de The Black Panther. O tabloide foi publicado orignalmente na Alianza Federal de Mercedes, ligada as Reis Tijerina, uma organização dedicada a recuperar as terras dos hispanos despossuídos, a quem Axelrod representava como advogado. Ele se expandiu para fornecer cobertura do Movimento Chicano em áreas urbanas, lutas dos trabalhadores e presos políticos latinos, bem como outras causas esquerdistas. O jornal, muitas vezes, defendia o avanço de tais grupos minoritários, bem como das comunidades negras e nativas americanas.
El Grito del Norte era composto por um grupo coletivo de editoras, colunistas, escritoras, artistas, fotógrafas e trabalhadoras de produção, em sua maioria voluntárias. Destas mulheres profissionais notáveis estão Jane Lougee, Tessa Martinez, Adelita Medina, Kathy Montague, Sandra Solis, Rini Templeton, Valentina Valdes e Enriqueta Vásquez. Isso deu ao jornal uma inclinação decididamente feminista. Vasquez, por sua vez, escreveu colunas sobre racismo, sexismo e imperialismo, muitas vezes usando suas próprias experiências para motivar os chicanos a se juntarem ao movimento. Sua coleção intitulada Enriqueta Vasquez and the Chicano Movement: Writings from El Grito del Norte, consiste em 44 colunas que ela escreveu ao longo de seu tempo no jornal. Um dos principais objetivos do jornal era treinar jovens chicanas para administrar um jornal. Duas mulheres que treinaram no El Grito fundaram seu próprio jornal, Tierra y Libertad, em Las Vegas, Novo México.
A agenda social do jornal combateu as imagens negativas notável dos mexicanos-americanos publicando materiais culturais como contos, poesias, canções e receitas.
Embora sua existência tenha sido relativamente curta, El Grito del Norte cobriu muitos eventos notáveis sobre o Movimento Chicano no Novo México. Alguns deles incluem a criação do Partido Constitucional Popular pela Aliança em 1968, a prisão de Reis Tijerina em 1969, a ascensão de Las Gorras Negras (Boinas Negras) entre 1970 e 1971, o aumento da brutalidade policial em 1972 e o número crescente de greves e protestos entre 1972 e 1973 na cidade de Artesia.
El Grito tinha uma agenda política a favor do socialismo que era hostil à estrutura de poder no Novo México. Essa hostilidade provocou alguma repressão. Antonio Cordova, um fotógrafo da equipe, enfrentou assédio policial depois de fotografar manifestantes com gás lacrimogêneo em uma manifestação. Mais tarde, ele foi assassinado pela polícia em 1972.
El Grito del Norte cessou a publicação em 1973, quando o editor-chefe, Martínez, e outros se mudaram para Albuquerque para fundar o Chicano Communications Center.[carece de fontes?]